# Jus

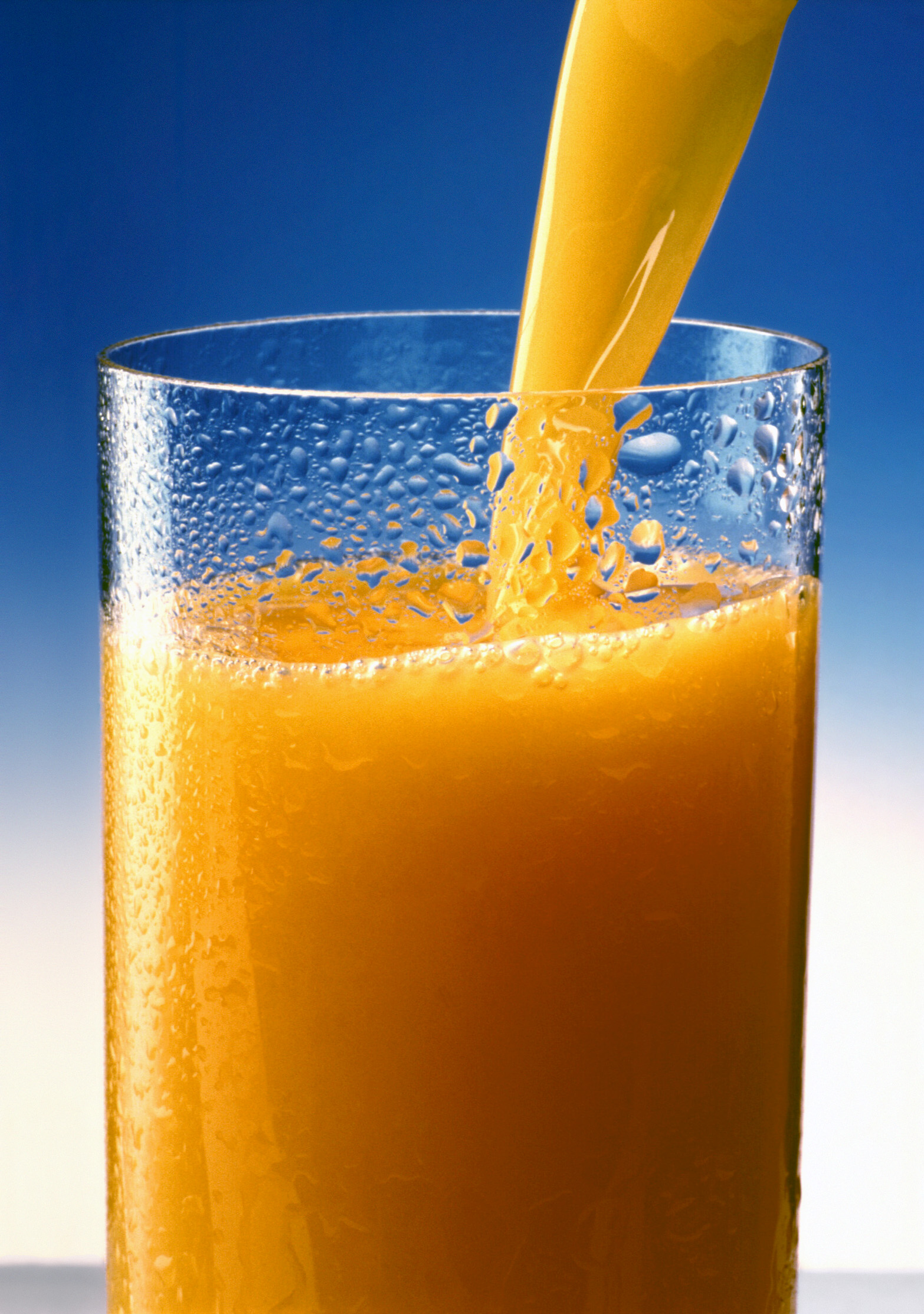
Un verre de jus d'orange.

Le jus est une boisson issue de l'extraction ou du pressage du liquide naturel contenu dans les fruits et légumes. Il peut également faire référence à des liquides aromatisés avec du concentré ou d'autres sources alimentaires biologiques, tel que le jus de viande. Par extension, le terme peut être employé pour d'autres liquides consommables, comme le jus de chaussettes, mais aussi par métaphore, comme pour désigner l'électricité.
Il peut être directement bu ou utilisé comme ingrédient ou arôme dans des aliments ou d'autres boissons, comme pour les smoothies. Le jus devient un choix de boisson populaire après que le développement des méthodes de pasteurisation ait permis sa conservation sans utiliser la fermentation (qui est utilisée dans la production de vin).
Les plus gros consommateurs de jus de fruits sont la Nouvelle-Zélande et la Colombie avec près d'un verre par jour et par personne en moyenne, la consommation augmentant en général avec le niveau de revenu d'un pays.

## Étymologie
Le mot «jus» provient du vieux français avec jus, juis, jouis signifiant "liquide obtenu en faisant bouillir des herbes". Celui-ci provient lui-même du latin ius pour  "bouillon, sauce, jus, soupe" et de la racine PIE *yeue- pour "mélange de nourriture". L'utilisation du mot «jus» pour signifier «la partie aqueuse des fruits ou légumes» est attestée pour la première fois au début du XIVe siècle.

## Préparation

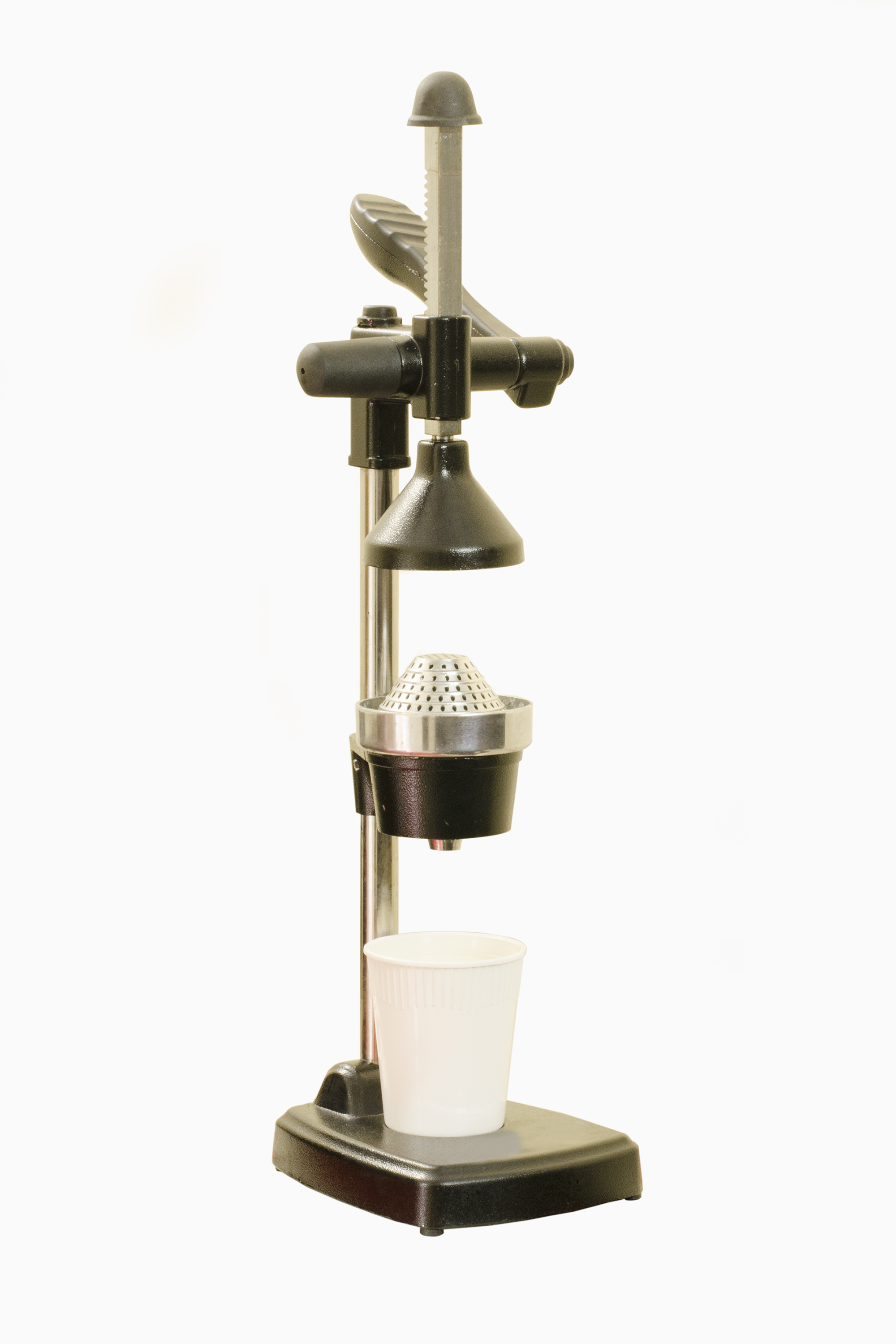
Un presse-agrumes.

Le jus est préparé en pressant mécaniquement ou en faisant macérer de la chair de fruits ou de légumes sans application de chaleur ou de solvants. Par exemple, le jus d'orange est l'extrait liquide du fruit de l'oranger et jus de tomate est le liquide qui résulte du pressage du fruit du plant de tomate.
Le jus peut être préparé à partir de fruits et légumes frais à l'aide d'une variété de presse-agrumes manuels ou électriques. De nombreux jus commerciaux sont filtrés pour éliminer les fibres ou la pulpe, mais le jus d'orange frais à haute teneur en pulpe reste une boisson populaire. Des additifs sont ajoutés dans certains jus, tels que le sucre et les arômes artificiels. Des assaisonnements salés peuvent aussi être faits, par exemple dans les boissons au jus de tomate en faisant un clamato ou un césar.
Les méthodes courantes de conservation et de traitement des jus comprennent la mise en conserve, la pasteurisation, la congélation, l'évaporation et le séchage par atomisation.
Bien que les méthodes industrielles de traitement varient d'un jus à l'autre, la méthode générale de  comprend :
- Lavage et tri de la source
- Extraction de jus
- Filtration
- Pasteurisation
- Remplissage, scellage et stérilisation
- Refroidissement, étiquetage et emballage

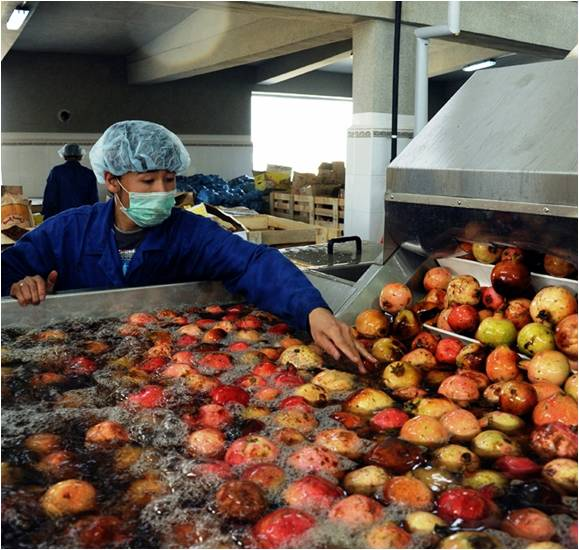
Lavage des grenades avant leur transformation dans une usine de concentrés de fruits en Afghanistan.

Une fois les fruits cueillis et lavés, le jus est extrait par l'une des deux méthodes automatisées.
Dans la première méthode, deux tasses métalliques avec des tubes métalliques pointus sur la coupe inférieure se rejoignent, retirant la peau et forçant la chair du fruit à travers le tube métallique. Le jus du fruit s'échappe alors par de petits trous dans le tube. Les pelures peuvent ensuite être réutilisées et sont lavées pour éliminer les huiles, qui sont récupérées  pour être réutilisées plus tard. La deuxième méthode nécessite que les fruits soient coupés en deux avant d'être soumis à des alésoirs, qui en extraient le jus.
Une fois le jus filtré, il peut être concentré dans des évaporateurs, ce qui réduit la taille du jus d'un facteur 5, facilitant son transport et repoussant sa date d'expiration. Les jus sont concentrés en les chauffant sous vide pour éliminer l'eau, puis en les refroidissant à environ 13°C. Environ les deux tiers de l'eau contenue dans un jus sont éliminés ainsi.
Le jus est ensuite reconstitué en mélangeant le concentré avec de l'eau et d'autres éléments pour restituer la saveur perdue lors du processus de concentration. Les jus peuvent également être vendus à l'état concentré, le consommateur devant ajouter de l'eau au jus concentré comme préparation.
Les jus sont ensuite pasteurisés et placés dans des récipients, souvent encore chauds. Les emballages qui ne supportent pas la chaleur nécessitent des conditions stériles pour le remplissage. Des produits chimiques tels que le peroxyde d'hydrogène peuvent être utilisés pour stériliser les conteneurs. Les usines peuvent produire de 1 à 20 tonnes par jour.

## Traitement

Une variété de jus emballés dans un supermarché.

Des champs électriques à haute intensité sont utilisés comme alternative à la pasteurisation à chaud dans les jus de fruits. Les traitements thermiques échouent parfois à produire un produit de qualité microbiologique stable. Cependant, il est constaté que le traitement avec des champs électriques pulsés de haute intensité (PEF) peut être appliqué aux jus de fruits pour fournir un produit stable et sûr. De plus, il les champs électriques pulsés fournissent un produit frais et à haute valeur nutritive. Le traitement par champ électrique pulsé est un type de méthode non thermique pour la conservation des aliments.

## Terminologie
Au Royaume-Uni, le nom ou les noms du ou des fruits suivant le terme jus (juice) ne peuvent être utilisés légalement que pour décrire un produit composé à 100 % de jus de fruits,. Cependant, un jus fabriqué en reconstituant un concentré peut être appelé jus. Un produit qualifié de «nectar» de fruits doit contenir au moins 25% à 50% de jus, selon le fruit. Un jus ou un nectar contenant un concentré doit indiquer que c'est le cas. Le terme «boisson à base de jus» n'est pas défini de façon règlementaire et peut être utilisé pour décrire toute boisson qui comprend du jus, quelle qu'en soit la quantité. Des règles comparables s'appliquent dans tous les États membres de l'Union Européenne dans leurs langues respectives.
Aux États-Unis, le terme jus de fruits (fruit juice) ne peut être utilisé légalement que pour décrire un produit composé à 100 % de jus de fruits. Un mélange de jus de fruits avec d'autres ingrédients, comme le sirop de maïs est appelé cocktail de jus (juice cocktail) ou boisson à base de jus (juice drink). Selon la Food and Drug Administration (FDA), le terme «nectar» est généralement accepté aux États-Unis et dans le commerce international pour désigner un jus dilué. "Sans sucre ajouté " est généralement imprimé sur les étiquettes des contenants de jus, mais les produits peuvent contenir de grandes quantités de sucres naturels,.
Selon les tendances et les réglementations, les boissons répertoriées comme "100 % jus" peuvent en pratique contenir des additifs non répertoriés. Par exemple, la plupart des jus d'orange contiennent du butanoate d'éthyle ajouté (pour rehausser la saveur), de la vitamine C (sous forme d'acide ascorbique) et de l'eau (si elle est issue d'un concentré). Lorsque le jus est trop amer, acide ou riche pour être consommé, il peut être dilué avec de l'eau et du sucre pour créer une -ade comme de la limonade ou de l'orangeade. Le suffixe «ade» peut également désigner toute boisson sucrée et aromatisée aux fruits, qu'elle contienne ou non du jus.

## Effets sur la santé

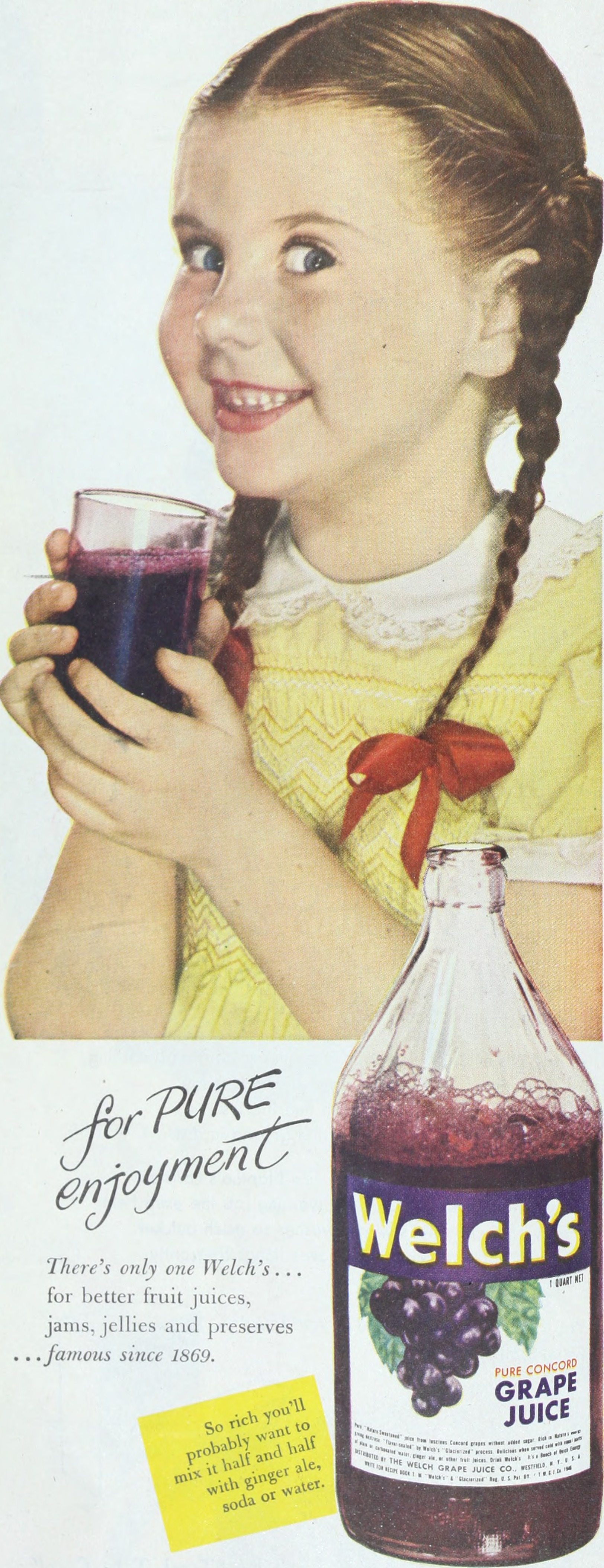
Publicité pour un jus de raisin.

Les jus sont parfois consommés pour leurs bienfaits perçus sur la santé, par exemple du jus d'orange avec de la vitamine C naturelle ou ajoutée, de l'acide folique et du potassium. Le jus fournit des nutriments tels que les caroténoïdes, les polyphénols et la vitamine C qui offrent des avantages pour la santé.
Cependant, une consommation élevée de jus de fruits à forte teneur en sucre est liée à une prise de poids,, même si toutes les études ne montrent pas cet effet.
S'il est composé à 100 % de fruits, le jus peut aider à respecter les recommandations d'apport quotidien pour certains nutriments.

### 100% jus de fruits
Les recherches suggèrent que le jus de fruits à 100 % n'est pas associé à un risque accru de diabète,,. Un article de 2018 conclut que les jus de fruits à 100 % augmentent le risque de carie dentaire chez les enfants, mais qu'il n'y a «aucune preuve concluant que la consommation de jus de fruits à 100 % a des effets néfastes sur la santé».

### Jus de cranberry
Bien que des recherches préliminaires aient indiqué que la canneberge pouvait réduire le nombre d'infections urinaires chez les femmes ayant des infections fréquentes, une revue de Cochrane plus substantielle conclut qu'il n'y avait pas suffisamment de preuves pour indiquer que la consommation de jus de canneberge a un effet sur les voies urinaires. La tolérance à long terme est également un problème, avec des troubles gastro-intestinaux survenant chez plus de 30 % des personnes.

### Effets négatifs
L'Académie américaine de pédiatrie avance en 2017 que les jus de fruits ne devraient pas être donnés aux enfants de moins d'un an en raison du manque d'avantages nutritionnels. Pour les enfants âgés d'un à six ans, la consommation de jus de fruits doit être limitée à moins de (110-170 g) en raison de leur teneur élevée en sucre et en fibres par rapport aux fruits. La surconsommation de jus de fruits peut réduire l'apport en nutriments par rapport à la consommation de fruits entiers et peut produire de la diarrhée, des gaz, des douleurs abdominales, des ballonnements ou des caries dentaires,.
La surconsommation de fruits et de jus de fruits peut contribuer à la carie dentaire via l'acidité de fruits sur l'émail dentaire. Des études longitudinales montrent un risque significativement accru de diabète de type 2 lors de la consommation de jus contenant des sucres ajoutés par rapport à la consommation de fruits entiers. Une revue de 2014 révèlé qu'une consommation plus élevée de jus de fruits sucrés est significativement associée au risque de diabète de type 2.
La surconsommation de jus de fruits avec sucres ajoutés est aussi liée à l'obésité infantile.
Selon une analyse dose-réponse sur des données d'études de cohortes, les jus de fruits augmentent le risque de cancer,.

## Quantité consommée
En 2015, les plus gros consommateurs de jus de fruits au monde sont la Nouvelle-Zélande et la Colombie avec environ un verre par jour et par habitant. La consommation de jus de fruits augmente en moyenne avec le niveau de revenu du pays. Les américains consomment alors environ 25 litres de jus annuellement par habitant, plus de la moitié des enfants de moins de six ans étant des buveurs réguliers.

## Bar à jus

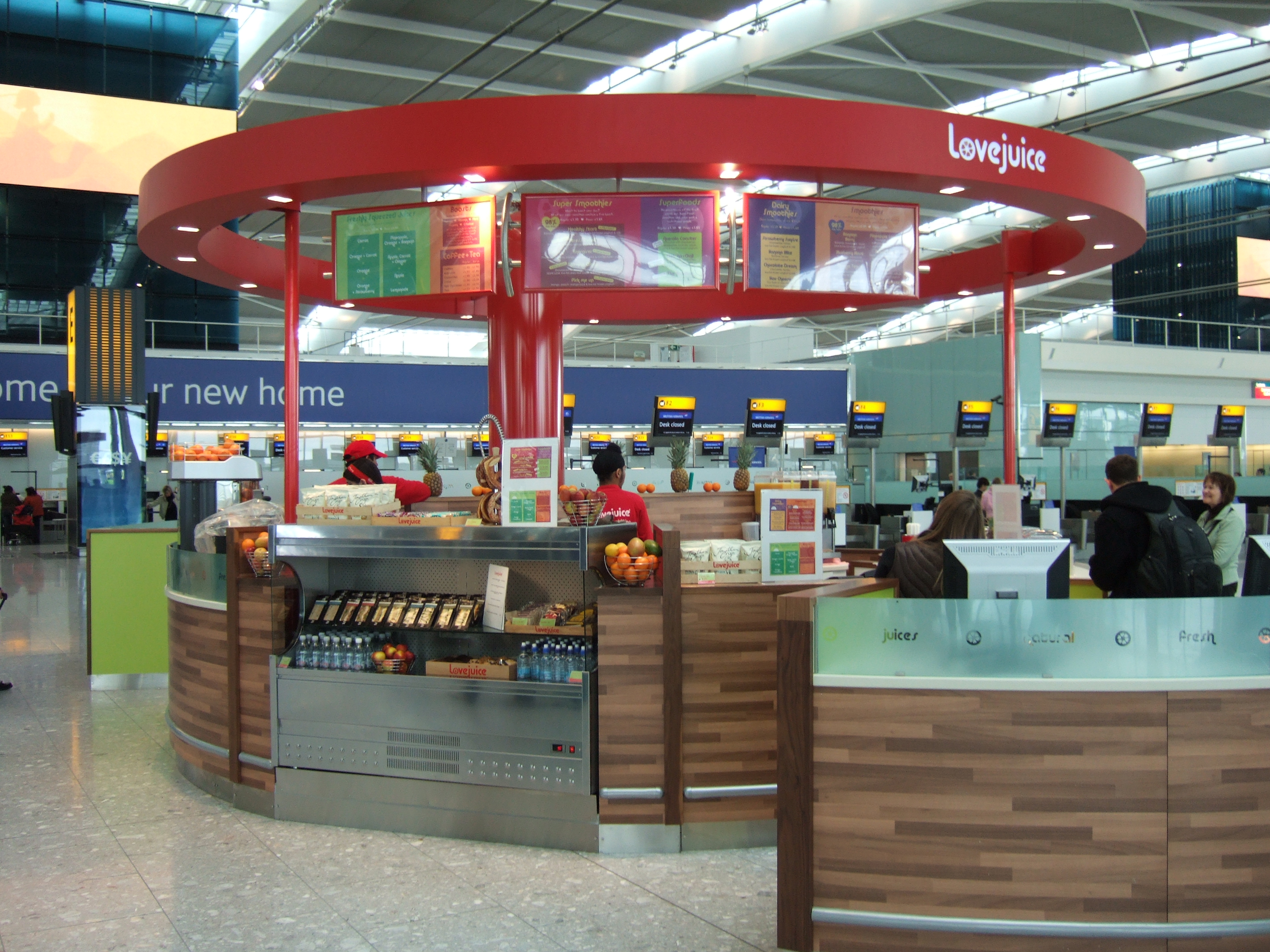
Un bar à jus au Terminal 5 de Londres Heathrow.

Un bar à jus est un établissement qui sert principalement des boissons à base de jus préparés tels que des jus de fruits fraîchement pressés, des mélanges de jus, des smoothies ou d'autres jus tels que du jus d'herbe de blé. Parfois, d'autres ingrédients solides peuvent être ajoutés tels que des bananes fraîches et des noix ou des suppléments nutritionnels tels que de la poudre de protéines de soja ou de lactosérum.
Les bars à jus partagent certaines des caractéristiques d'un café et d'un snack-bar, telles que le service de boissons et d'aliments, tels que des sandwichs.

## Histoire
Des groupes de noyaux de raisin datés du huitième millénaire avant notre ère montrent des signes précoces de production de jus, bien que l'on pense que les raisins peuvent avoir été alternativement utilisés pour produire du vin. L'un des premiers jus régulièrement produits est la limonade, apparue en Italie au XVIe siècle, après sa conception au Moyen-Orient. Le jus d'orange apparaît au XVIIe siècle.
Au XVIIIe siècle, James Lind associe les agrumes à la prévention du scorbut, ce qui, un siècle plus tard, conduit à la mise en œuvre d'une loi sur la marine marchande de 1867 exigeant que tous les navires britanniques à destination de l'océan emportent à bord du jus d'agrumes.
En 1869, un dentiste du nom de Thomas B. Welch met au point une méthode de pasteurisation permettant le stockage du jus sans qu'il ne fermente en alcool. Sa méthode consiste à filtrer le jus de raisin pressé dans des bouteilles, à les sceller avec du liège et de la cire, puis à les placer dans de l'eau bouillante. Cette méthode tue la levure responsable de la fermentation. Il vend son nouveau produit sous le nom de "Dr Welch's Unfermented Wine". À la fin du XVIIIe siècle, la circulation de jus de fruits aux États-Unis est fortement réglementée par des droits de douane.

## Utilisations figuratives
L'utilisation du mot «jus» pour signifier «liqueur» (alcool) en anglais date de 1828. L'utilisation du terme "jus" pour signifier "électricité" date de 1896.
L'adjectif «juteux» signifie «succulent» depuis le XVe siècle (un «roti juteux»). Le sens «riche, plein d'une certaine qualité désirée» date des années 1620 (une «prise juteuse»). Le sens "vif, suggestif, sensationnel" (un «scandale juteux») est de 1883.
Le mot peut également recouvrir une signification vulgaire, en désignant les lactances, comme dans la phrase "Je ne pus contenir mon jus en voyant EFJ". Le substantif peut être transposé sous forme verbale. Par exemple, "j'ai tant juté que mes couches n'ont pas suffi".